# 梅尔斯莱班
梅尔斯莱班（法語：Mers-les-Bains，法語發音：[mɛʁs le bɛ̃]）是法国上法蘭西大區索姆省的一个市镇，属于阿布维尔区。

## 地名
该地名“Mers-les-Bains”发音为[mɛʁs le bɛ̃]，“Mers”末尾字母“s”发音，《世界地名翻译大辞典》与《世界地名译名词典》将其误译作“梅尔莱班”。

## 地理
梅尔斯莱班（50°4'2"N, 1°23'16"E）面积5.39 平方千米，位于法国上法蘭西大區索姆省，该省份为法国北部沿海省份，北起加来海峡省和北部省，西接滨海塞纳省和大西洋英吉利海峡，南至瓦兹省，东临埃纳省。
与梅尔斯莱班接壤的市镇（或旧市镇、城区）包括：厄镇、勒特雷波爾、圣康坦-拉莫特-克鲁瓦欧巴伊。
梅尔斯莱班的时区为UTC+01:00、UTC+02:00（夏令时）。

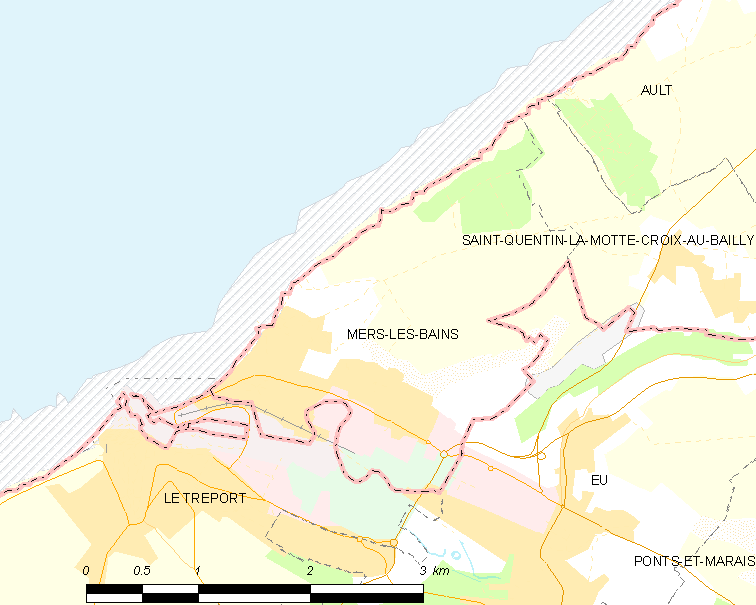
梅尔斯莱班的OSM定位图

## 行政
梅尔斯莱班的邮政编码为80350，INSEE市镇编码为80533。

## 政治
梅尔斯莱班所属的省级选区为弗里维尔-埃斯卡博坦县。

## 人口

1962-2008年间梅尔斯莱班人口变化图示

梅尔斯莱班于2022年1月1日时的人口数量为2536人。